# Île Franklin (Antarctique)
Pour les articles homonymes, voir Île Franklin.
L’île Franklin est une île de la mer de Ross en Antarctique. Elle a été découverte le 27 janvier 1841 par James Clark Ross et nommée d'après John Franklin, non pas à la suite de l'expédition Franklin où il trouva la mort, mais grâce à son poste de gouverneur de l'actuelle Tasmanie où Ross fit escale lors de son voyage.[réf. nécessaire]

## Source
- En image sur le Figaro